# Трагедія кохання
«Трагедія кохання» (нім. Tragödie der Liebe) — німий фільм режисера Джое Мая.

## Сюжет
Молодого француза (Еміль Яннінгс) заарештували після того, як він скинув із даху жінку. Тепер він має виступити на суді і, швидше за все, не буде виправданий.

## Цікаві факти
Під час зйомок фільму «Трагедія кохання» молода та маловідома на той час акторка Марлен Дітріх познайомилася з молодим асистентом постановника Рудольфом Зібером. Невдовзі молодики одружилися.